# Hongaresos de Romania

Bandera de l'organitació Aliança Democràtica dels Hongaresos de Romania

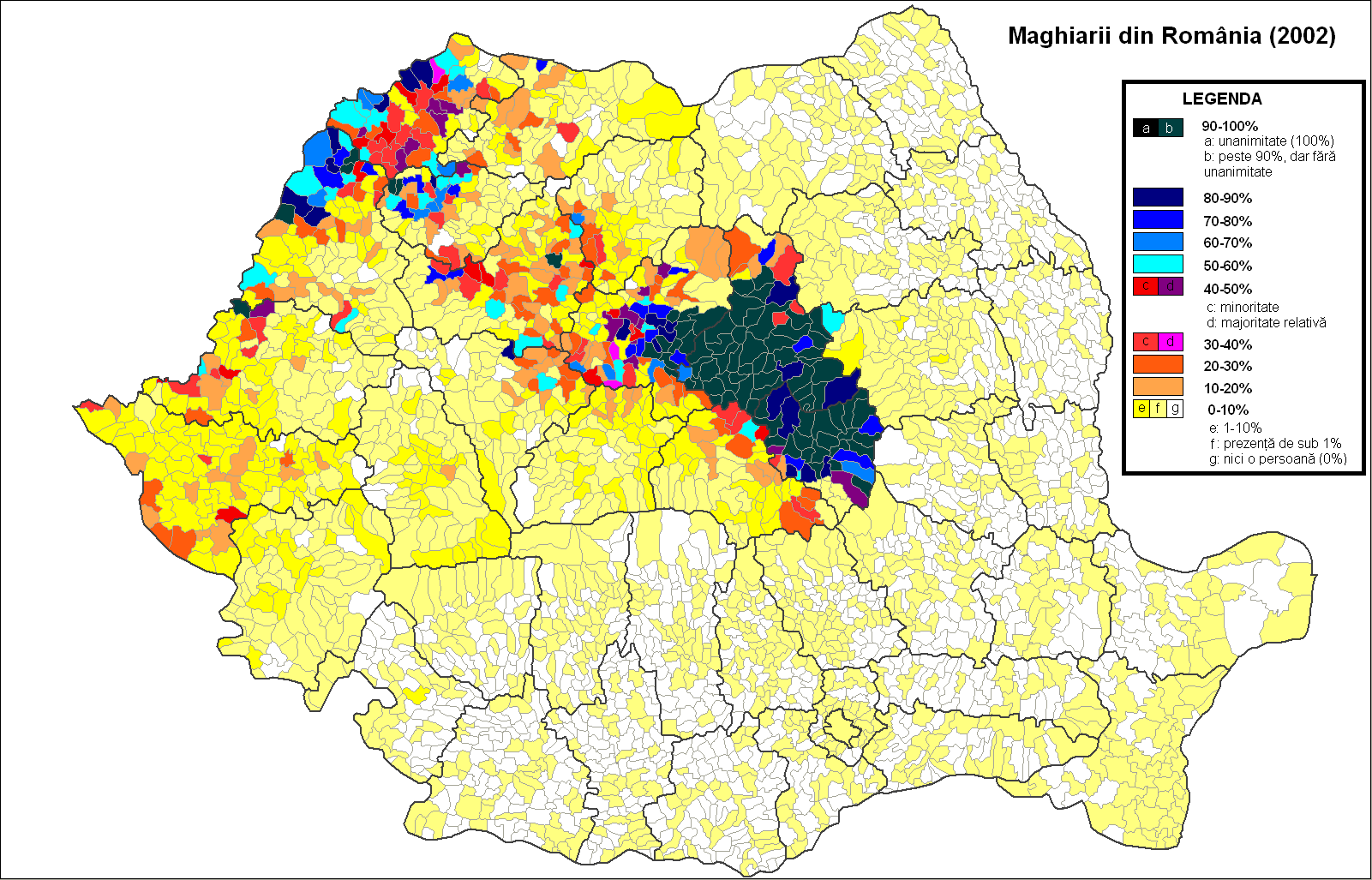
Hongaresos de Romania (2002)

Distribució actual dels hongaresos a Transsilvània

Els hongaresos de Romania són la principal minoria ètnica de Romania, consistent en 1.431,807 persones que formen el 6,6% del total de la població, segons el cens del 2002 Arxivat 2007-09-13 a Wayback Machine.. Es divideixen en tres grups ètnics principals: els magiars (grup majoritari a Hongria), els sículs o székely i els csango.
Per raons històriques, molts hongaresos de Romania viuen en l'actual Transsilvània, on formen el 20% de la població. Aquesta àrea inclou les regions del Banat, Crişana i Maramureş. Els hongaresos són la majoria de la població als comtats d'Harghita i Covasna, i tenen una presència important als de Mureş (39,3%), Satu Mare (35,22%), Bihor (25,91%) i Sălaj (23,07%).

## Història

### Orígens
El primer assentament hongarès a territori romanès fou a l'actual Moldàvia en els segles VIII-IX, quan tribus nòmades s'hi establiren breument (vegeu Etelköz), darreres restes de la presència magiar a Europa. Van obtenir el control polític de la regió en el segle xiv, reflectit en topònims d'origen hongarès -Bacău, Bákó, Suceava, Szűcsvár, la moldava Orhei, Örhely, etc. Una comunitat catòlica hongaresa es va establir a Moldàvia (a les valls de Siret i Trotuş) durant aquest període. Potser són l'origen de la comunitat de Csángó.
Després de les invasions magiars a la planura de Pannònia (896), van conquerir Transsilvània en el segle xi, que esdevindrà més tard una província autònoma sota tots els monarques que la dominaren. El governant fou un membre de dinastia Árpád hongaresa fins a la derrota del Regne d'Hongria en la Batalla de Mohács el 1526.

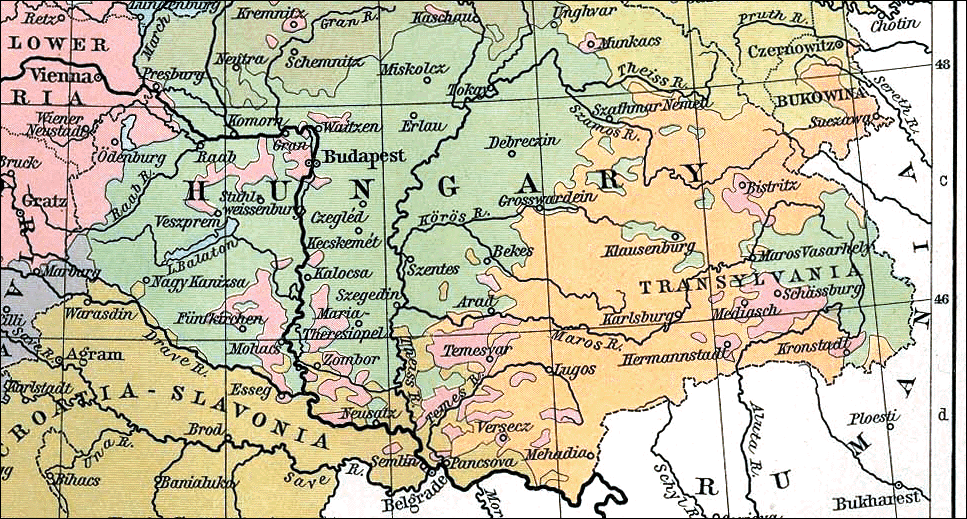
Hongaresos a Àustria-Hongria, 1911

Després del conflicte, Hongria fou dividida en tres parts: el reialme hongarès, conquerit inicialment per l'Imperi Otomà, fou governat per la monarquia dels Habsburg, mentre que Transsilvània esdevenia un principat autònom sota influència otomana, governat per prínceps hongaresos.
En el segle xviii, la monarquia dels Habsburg havia conquerit la major part de l'Hongria sota poder otomà. Després de l'intent fracassat d'independitzar Hongria de Francesc II Rákóczi el 1711, els Habsburg van prendre el control de Transsilvània i hi substituïren els prínceps hongaresos per governadors austríacs. Durant la Revolució de 1848 a Hongria es proclamà en la Dieta de Transsilvània la Unió amb Hongria, però no va rebre el suport ni dels valacs ni dels saxons, raó per la qual els representants polítics s'enfrontaren a l'Hónvédség. Després de la derrota de la Revolució el 1849, Transsilvània fou novament governada directament des de Viena. Amb l'Ausgleich de 1867, Transsilvània esdevingué part del redundat Regne d'Hongria dins l'Imperi austrohongarès.
Malgrat el control polític hongarès fins al segle xix, Transsilvània havia estat una regió multiètnica on convivien valacs, alemanys ètnics i hongaresos des de temps medievals. I malgrat les intenses polítiques de magiarització des del 1867, els romanesos hi eren majoria.

### Després de 1918

#### Període d'entreguerres
L'1 de desembre de 1918, una Assemblea de Romanesos de Transsilvània reunida a Alba Iulia va proclamar la unió amb Romania, prometent respecte a les minories. Els romanesos, que eren la majoria de la població, van rebre el suport dels saxons. Com a resposta, l'Assemblea General Hongaresa de Cluj va reafirmà la lleialtat dels hongaresos de Transsilvània a Hongria el 22 de desembre de 1918.
Després de la Primera Guerra Mundial, amb l'exèrcit austrohongarès desintegrat i amb la revolució socialista a Budapest, Hongria no va poder resistir la invasió armada de tropes romaneses amb suport dels aliats, i va perdre gradualment territori, inclosa Transsilvània, durant el 1918-1919. El 1919 la intervenció de l'exèrcit romanès va posar fi a les intencions del govern de Béla Kun de reconquerir Transsilvània.
La intenció romanesa d'unificar Transsilvània en el Regne de Romania va rebre el suport dels aliats. El 1920 la unificació fou ratificada i el tractat del Trianon va fixar les fronteres entre Hongria i Romania. Com a resultat, més d'un milió i mig d'hongaresos es van trobar com a grup minoritari dins Romania. Això fou considerat pels romanesos de Transsilvània com un alliberament, ja que es desempallegaven de l'estatut de minoria.
Uns 197.000 hongaresos de Transsilvània marxaren cap a Hongria entre 1918 i 1922, i uns 169.000 més marxaren durant el període d'entreguerres. El 1921 es formaren el Partit Popular Hongarès i el Partit Nacional Hongarès, que es van refondre per a formar el Partit Hongarès de Romania.
L'objectiu de les noves autoritats era romanitzar Transsilvània després de segles de domini hongarès, mitjançant l'emergència d'una classe mitjana i alta romanesa que assumís tot el poder en tots els terrenys. La llengua hongaresa fou bandejada de la vida oficial, i els topònims foren romanitzats. En la reforma agrària duta a terme després de la guerra, els nobles de Transsilvània (la majoria hongaresos) foren desposseïts de grans propietats i la terra fou donada als camperols que les treballaven (la majoria dels quals eren romanesos). Això canvià la distribució ètnica de la propietat de la terra.
La població magiar va patir insuficiència d'escoles en la seva llengua i fou pressionada a enviar els nens a escoles en romanès. En l'economia privada la posició dominant d'hongaresos, jueus i saxons fou erosionada, ja que el govern va promocionar la posició de les empreses romaneses amb mesures preferencials. L'educació universitària fou totalment romanitzada, llevat de la càtedra de literatura hongaresa a la Universitat de Cluj. D'altra banda, les activitats culturals de les minories van rebre molt poc de suport oficial.

### Segona Guerra mundial
El 1940 un acord pres a Viena entre Itàlia i el Tercer Reich va atribuir el nord de Transsilvània a Hongria, que la va dominar fins al 1944. L'acord intentava compensar parcialment Hongria per les pèrdues territorials del tractat del Trianon, i assegurar-se la seva lleialtat. Tanmateix, consistí a redibuixar les fronteres nacionals d'una regió multiètnica, sense proporcionar una solució real, puix que els romanesos encara eren entre el 48 i el 50% de la població del territori cedit, i aproximadament uns 500.000 hongaresos restaren sota poder romanès.
Durant aquest període, alguns membres de la minoria hongaresa participaren en polítiques de discriminació i fustigament contra la població romanesa. Això provocaria que els romanesos cometeren atrocitats contra ells i es propicià una situació caòtica fins que el govern de Petru Groza va prendre'n el control el 1945. En acabar la Segona Guerra Mundial, uns 150.000 hongaresos marxaren com a refugiats a Hongria.

### Després de la Segona Guerra mundial
Després de la guerra, el 1952, les autoritats comunistes de Romania van crear una Província Autònoma Hongaresa. La regió fou dissolta el 1968, quan es va aplicar una nova organització administrativa.
En el seu origen, el Partit Comunista de Romania era ple de dirigents d'origen no romanès, entre ells molts hongaresos i jueus. De tal manera, la situació dels hongaresos en la primera dècada va millorar: es van fundar alguns diaris i es crearen alguns teatres.
La immersió dels hongaresos en escoles romaneses va començar el 1959 i fou completada a finals dels vuitanta. Els mestres foren romanitzats progressivament, de tal manera que la proporció de nens hongaresos educats en la seva llengua materna declinà ostensiblement. El 1959, la Universitat magiar de Cluj fou unificada amb la romanesa per tal de crear una institució que ensenyés únicament en romanès. Els hongaresos foren progressivament exclosos de l'aparell administratiu del règim, del funcionariat i de l'economia (lim. de 6,6%). A finals dels vuitanta l'educació i estudis eren dirigits per romanesos ètnics.
Un cop Nicolae Ceauşescu va assolir el poder, va posar l'èmfasi en el nacionalisme, i la situació dels hongaresos va empitjorar. L'ensenyament de la història fou enfocada en el paper dels romanesos a Transsilvània, i el dels hongaresos fou silenciat, si no atacat. El règim va discriminar les minories ètniques, molt pocs membres de les quals participaven en les estructures i administració del partit. Molts foren desposseïts de les seves funcions, però l'expulsió no era el principal objectiu del règim, ja que tant l'Alemanya occidental com Israel-Palestina foren obligats a pagar una indemnització al règim de Ceauşescu per l'emigració de jueus i alemanys (en funció del nivell d'educació). Hongria, comunista, es dispensà a pagar aquesta indemnització.

### La situació de la minoria després del 1990
Quan es produí la Revolució romanesa de 1989, les relacions interètniques a Transsilvània havien empitjorat. Els partits de base ètnica eren constituïts per hongaresos, que havien format la Unió Democràtica dels Hongaresos de Romania, mentre que els romanesos havia format el Partit d'Unitat Nacional. Però afortunadament, no es produïren conflictes ètnics a gran escala, sinó petis esclats de violència com els esclats ètnics de Târgu Mureş de 1990, esdevinguts poc després de la caiguda del règim comunista.
El 1995 se signà un tractat de relacions bàsiques entre Hongria i Romania, en què Hongria renunciava a qualsevol reclamació territorial sobre Transsilvània i Romania reiterava el seu respecte als drets de les minories. Les relacions es van transformar quan Hongria esdevingué membre de la Unió Europea i Romania va sol·licitar-ne també l'entrada. Les relacions interfrontereres es van incrementar.
Des de novembre de 1996 la situació de la minoria hongaresa es va transformar des que la Unió Democràtica dels Hongaresos de Romania (UDMR) forma part de la coalició del govern nacional. Els acords polítics els han comportat avenços en l'estatut d'oficialitat de l'hongarès en totes les localitats on és parlat per més del 20% de la població.
Mentre que els diaris, llibres i fins i tot emissions de ràdio i televisió públiques ja es feien fins i tot en l'època de Ceauşescu, el seu nombre i diversitat s'han incrementat des del 1989. El mateix es pot dir del nombre d'escoles primàries, ensenyament secundari i universitari en hongarès, així com institucions culturals de teatre i òpera fundades per l'estat romanès.
Tot i això, els drets ètnics de la minoria encara no han assolit el nivell desitjat per la comunitat. Hi ha un moviment entre els hongaresos per a incrementar l'autonomia i el desenvolupament cultural distint. S'ha proposat diverses iniciatives per part de polítics hongaresos que inclouen la creació d'una regió autònoma a Székelyföld, d'extensió semblant a la Província Autònoma Hongaresa, i el restabliment d'una universitat hongaresa separada.

## Política
La Unió Democràtica dels Hongaresos de Romania (UDMR) és el partit més representatiu dels hongaresos de Romania, i és membre de l'UNPO. El seu objectiu és l'establiment d'un govern local amb autonomia cultural i territorial que contingui el dret d'autodeterminació dels hongaresos. L'UDMR és membre de la Unió Democràtica Europea i membre associat del Partit Popular Europeu.

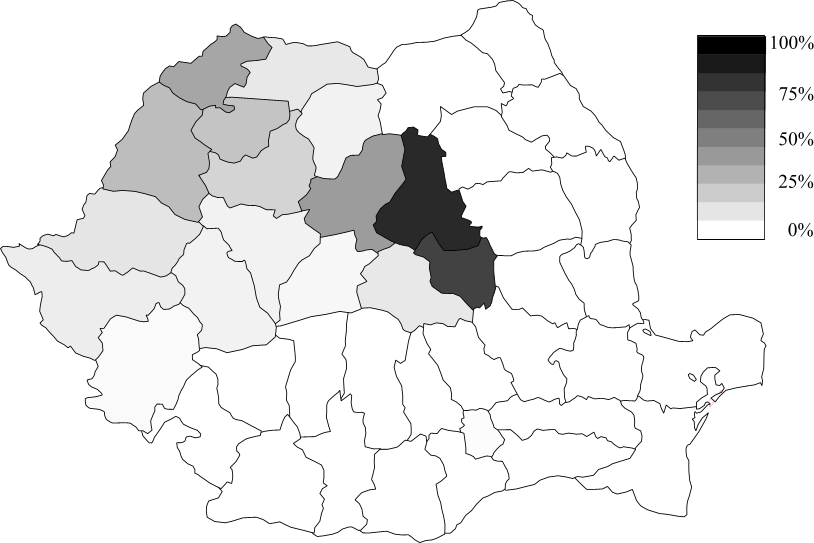
Mapa dels comtats romanesos amb minoria hongaresa destacada

A les eleccions legislatives del 2004, l'UDMR va obtenir 10 escons al Senat romanès (6,23% dels vots), i 22 escons a la Cambra de Diputats (6,17% dels vots). El 1996 l'UDMR formà part de la Convenció Nacional Democràtica, coalició de govern amb què va obtenir dos ministeris. El partit també ha format part de la coalició de govern el 2004-2004 amb 4 ministeris. El viceprimer ministre romanès, Béla Markó, n'és membre del partit.

## Subgrups

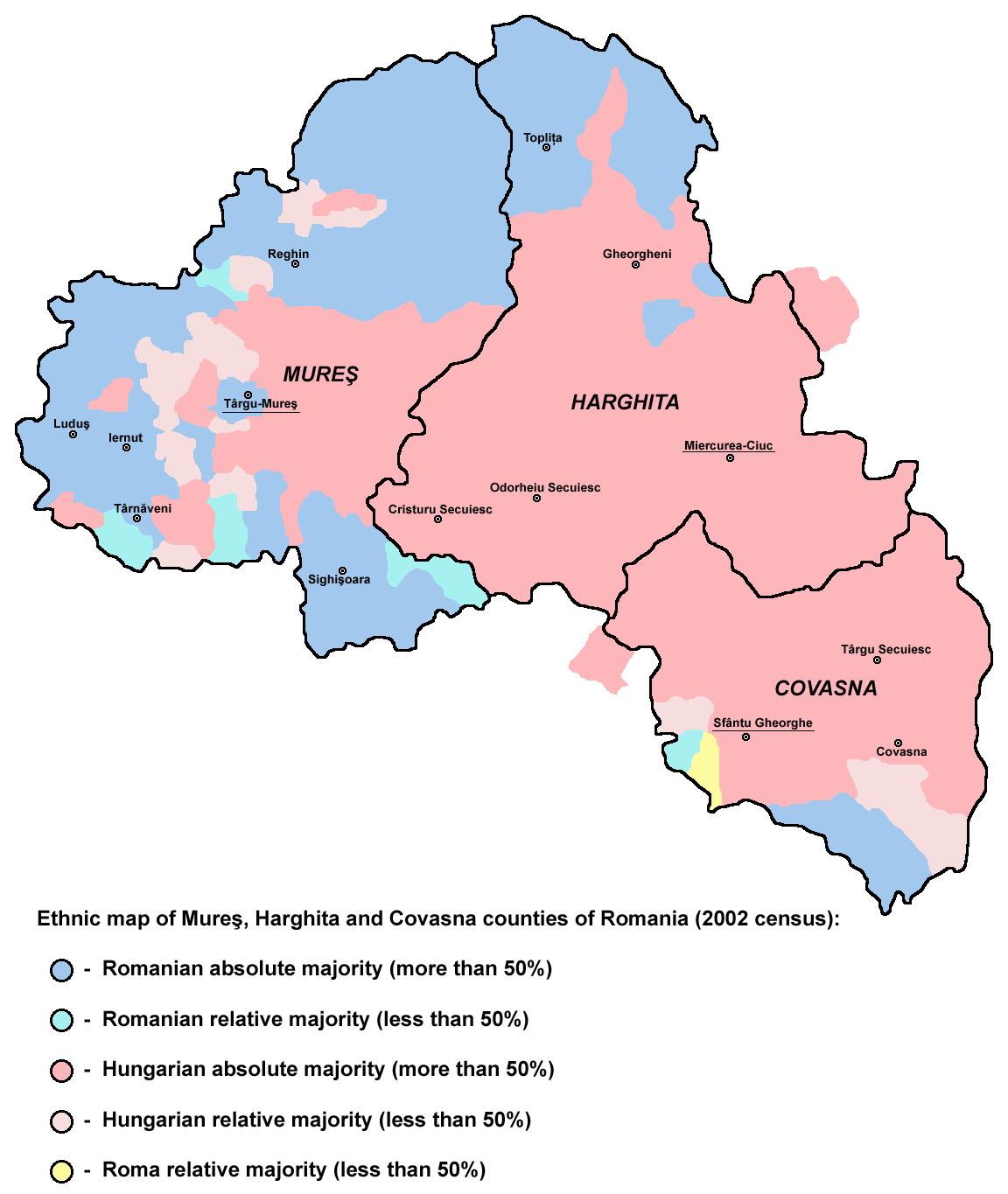
Situació dels Szekély, amb dades de 2002

### Székely

Bandera del País Szekély

Els Székely o sículs són un grup ètnic de parla hongaresa que viuen a la zona coneguda com a Székelyföld (Ţinutul Secuiesc en romanès), i que mantenen tradicions i una identitat diferent de la resta dels hongaresos de Romania. Segons les últimes estadístiques, hi havia 670,000S székely (Vegeu també: Terra Székely).

### Csángó
Els Csángó (romanès: Ceangău, pl. Ceangăi) són de religió catòlica; alguns parlen un dialecte hongarès i d'altres romanès. Viuen al comtat de Bacău, Moldàvia. Els Csángó de parla hongaresa s'hi establiren entre els segles XIII i XV i són els únics hongaresos que viuen a l'est dels Carpats. De fet, són el grup hongarès més antic establert a Romania.
L'etnicisme dels Csángó-Ceangăi és disputat d'ençà que, per les connexions amb el Regne de Polònia i els Estats Pontificis, el catolicisme pervisqué a Moldàvia a l'època medieval, mentre que els valacs de les províncies romaneses, més relacionats amb l'Imperi búlgar, foren aconvertits al cristianisme ortodox. Junt a les marcades diferències etnolingüístiques entre els Csángó-Ceangăi de parla hongaresa i romanesa, el context històric explica per què alguns Csángó-Ceangăi es defineixen com a hongaresos mentre que d'altres es defineixen com a romanesos. Els Csángó han estat subjecte de nombroses violacions dels seus drets: les escoles en llengua hongaresa han estat clausurades sovint, els han estat suprimits els drets polítics i han estat objecte d'una romanització forçada.

## Cultura
Dins de la Transsilvània multicultural, els hongaresos tenen potser els trets més distintius. Hi ha una gran xarxa de teatres hongaresos que continuen funcionant des de fa 200 anys, com els de Cluj-Napoca, Târgu-Mureş i Timişoara, que tenen fama internacional. El nombre de societats culturals hongareses a Romania s'ha incrementat des de la caiguda del comunisme, i actualment n'hi ha documentades unes 300. Hi ha molts teatres de titelles, grups professionals de dansa com el Grup Folklòric de Maros a Târgu-Mureş (Marosvásárhely en hongarès), el grup d'Harghita i el Grup de Dansa Picacsok. Els grups amateurs també són importants per a conservar les tradicions.
Mentre que en el passat la publicació de llibres va estar restringida, ara hi ha moltes llibreries que ofereixen llibres en hongarès. Les dues cadenes públiques de televisió emeten nombrosos programes en hongarès amb èxit d'audiència arreu del país. Aquesta relativa escassetat és parcialment compensada per emissores de ràdio i televisió privades, com DUNA-TV, que emet per als hongaresos de fora d'Hongria, particularment a Transsilvània. Una nova emissora de televisió anomenada Transsilvània emetrà aviat, amb ajut no sols del govern hongarès, sinó també del romanès i de la Unió Europea. També hi ha 60 diaris que publiquen en hongarès que reben subvencions del govern romanès. Mentre que el seu nombre ha caigut a causa de la competència i la liberalització econòmica, hi ha d'altres de privats creats per diferents fundacions hongareses. La Regió Székely rep molt de turisme des d'Hongria i altres països.

## Educació
Segons la Llei de minories romanesa, els hongaresos tenen dret de rebre l'educació en la seva llengua nadiua, inclosa com a mitjà d'instrucció, en les localitats on siguin més del 20% de la població.
Segons les dades oficials del cens romanès del 1992, el 98% del total d'hongaresos ètnics de més de 12 anys han rebut alguna escolarització (primària o secundària), i és el quart entre els grups ètnics de Romania i el més alt a nivell nacional, del 95,3%. D'una banda, l'índex d'hongaresos amb educació universitària és més baix que el de la mitjana estatal. Les raons en són diverses, incloent-hi la insuficièncià de lectors en llengua hongaresa nadius, principalment a les àrees on els hongaresos no són una minoria destacada.
A la Universitat Babeş-Bolyai de Cluj-Napoca, la principal institució universitària de Transsilvània, més del 20% dels cursos són en hongarès. Hi ha una proposta dels hongaresos locals, que ha rebut el suport de la Unió Democràtica dels Hongaresos de Romania, de separar de la institució el departament de llengua hongaresa per tal de formar una universitat en llengua hongaresa, la Universitat de Bolyai. Aquesta fou dissolta el 1956 pel govern comunista romanès i es va constituir la universitat bilingüe actual.

## Identitat
Els hongaresos de Romania tenen diverses opinions sobre la seva identitat. Molts d'ells es defineixen com a hongaresos, transsilvanesos o romanesos alhora. Molts hongaresos de Transsilvània es desconcertaren amb el referèndum d'Hongria del 2004 que oferia la possibilitat de doble ciutadania als hongaresos de fora d'Hongria.
Alguns d'ells conceben que són a Hongria, es consideren com a mig romanesos diferents en llengua i cultura. Tanmateix, una gran proporció d'hongaresos de Transsilvània estudien o treballen a Hongria, alguns d'ells temporalment. Des del 1996, les relacions econòmiques entre Hongria i Romania s'incrementaren, i moltes empreses frontereres contracten treballadors de les dues nacionalitats.
Històricament, els székely es consideren com un grup ètnic distint dels hongaresos de Transsilvània.

## Població

### A Romania
- 1992 - 1.624,959 persones: 7,1% de la població de Romania
- 2002 - 1.431,807 persones: 6,6% de la població de Romania

### Transsilvània només
- 1786 - 29,4% de la població[6]
- 1910 - 1.662,000 persones: 32% de la població de Transsivània (cens de 1910)
- 1992 - 1.603,923 persones: 20,8% de la població de Transsivània
- 2002 - 1.415,718 persones: 19,6% de la població de Transsivània

### Per comtat
Els hongaresos són la majoria de la població en dos comtats del sud-est de Transsilvània: Harghita (Hargita) i Covasna (Kovászna).
| Comtat          | Magiars | Població |
| --------------- | ------- | -------- |
| Harghita        | 276,038 | 84,61%   |
| Covasna         | 164,158 | 73,81%   |
| Mureş           | 228,275 | 39,26%   |
| Satu Mare       | 129,258 | 35,22%   |
| Bihor           | 155,829 | 25,92%   |
| Sălaj           | 57,167  | 23,07%   |
| Cluj            | 122,301 | 17,37%   |
| Arad            | 49,291  | 10,70%   |
| Maramureş       | 46,300  | 9,06%    |
| Braşov          | 50,956  | 8,75%    |
| Timiş           | 50,556  | 7,59%    |
| Bistriţa-Năsăud | 18,349  | 5,89%    |
| Alba            | 20,684  | 5,40%    |
| Hunedoara       | 25,388  | 5,20%    |
| Sibiu           | 15,344  | 3,67%    |
| Caraş-Severin   | 5,824   | 1,76%    |
| Bacău           | 4,528   | 0,64%    |
| Bucarest        | 5,834   | 0,31%    |

Hi ha uns 16.089 hongaresos ètnics que viuen en altres comtats de Romania, on són menys del 0,1% de la població.